# Луково (Сењ)
Луково је насељено мјесто у саставу града Сења у Личко-сењској жупанији, Република Хрватска.

## Географија
Налази се око 21 км јужно од Сења.

## Становништво
Насеље је на попису становништва из 2011. године имало 36 становника.

## Попис1991.
На попису становништва 1991. године, Луково је имало 57 становника, сљедећег националног састава:
| Попис 1991.‍ | Попис 1991.‍ | Попис 1991.‍ | Попис 1991.‍ | Попис 1991.‍ |
| ----------- | ----------- | ----------- | ----------- | ----------- |
|             |             |             |             |             |
| Хрвати      | Хрвати      |             | 55          | 96,49%      |
| остали      | остали      |             | 2           | 3,51%       |
| укупно: 57  |             |             |             |             |